# Rynnica topolowa
Rynnica topolowa, stonka topolowiec, topolówka (Chrysomela populi) – gatunek chrząszcza z rodziny stonkowatych i podrodziny Chrysomelinae.
Chrząszcz o ciele długości od 10 do 12 mm, z wyjątkiem pokryw ubarwionym czarnozielono lub granatowo z metalicznym połyskiem. Przedplecze jest u nasady wyraźnie węższe od pokryw, a jego boczne brzegi są wałeczkowato zgrubiałe i od pozostałej jego wierzchniej strony odgraniczone relatywnie płytkimi bruzdami. Barwa pokryw jest czerwona z niewielką, czarną plamką na ich styku u wierzchołka. Brzegi boczne pokryw również są wałeczkowato pogrubione, a u wierzchołków, w kątach przyszwowych opatrzone wgłębieniem. Boczne krawędzie pokryw są z tyłu nieorzęsione, a ich epipleury z tyłu silnie zwężone. Punktowanie powierzchni pokryw jest bardzo delikatne i tworzy pojedynczy rządek wzdłuż ich bocznych brzegów. Samca charakteryzuje silnie zakrzywione prącie o płytce grzbietowej ku szczytowi rozszerzonej i zaopatrzonej w podłużną szczelinę przez środek.
Owad ten żeruje na wierzbie, osice a zwłaszcza na młodych topolach, na których wiosną składa jaja w niewielkich, nieregularnych skupiskach do 20–30 sztuk. Larwy kształtem przypominają larwy biedronki, lecz są jasnoszare w czarne plamki. Zimuje w ściółce pod liśćmi. Postacie dorosłe można spotkać od maja do końca lipca (także w sierpniu). 
Zaniepokojone (wzięte na rękę) wydzielają czerwoną, silnie pachnącą karbolem (i prawdopodobnie nieprzyjemną smakowo) ciecz, którą po minięciu niebezpieczeństwa mogą wyssać z powrotem. Substancję odstraszającą uzyskują z zawartych w pokarmie salicylanów.
Bywa notowany jako szkodnik młodników topolowych i upraw wierzb.
Gatunek znany z krainy palearktycznej i północnej części krainy orientalnej.  W Europie stwierdzony został m.in. w Irlandii, Wielkiej Brytanii, Francji, Belgii, Holandii, Niemczech, Szwajcarii, Liechtensteinu, Austrii, Włoszech, Danii, Szwecji, Norwegii, Finlandii, Łotwie, Polsce, Czechach, Węgrzech, Bośni i Hercegowinie, Serbii, Bułgarii, Albanii, Macedonii, Grecji i Rosji. Na zachód sięga do Maroka, a na wschód po Pakistan, Indie, Chiny i Japonię. W Polsce pospolity na terenie całego kraju.

## Galeria

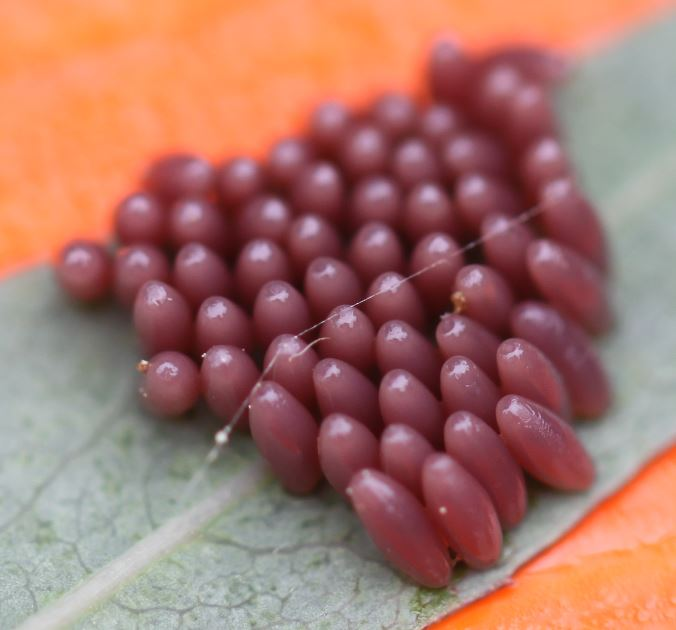
Jaja
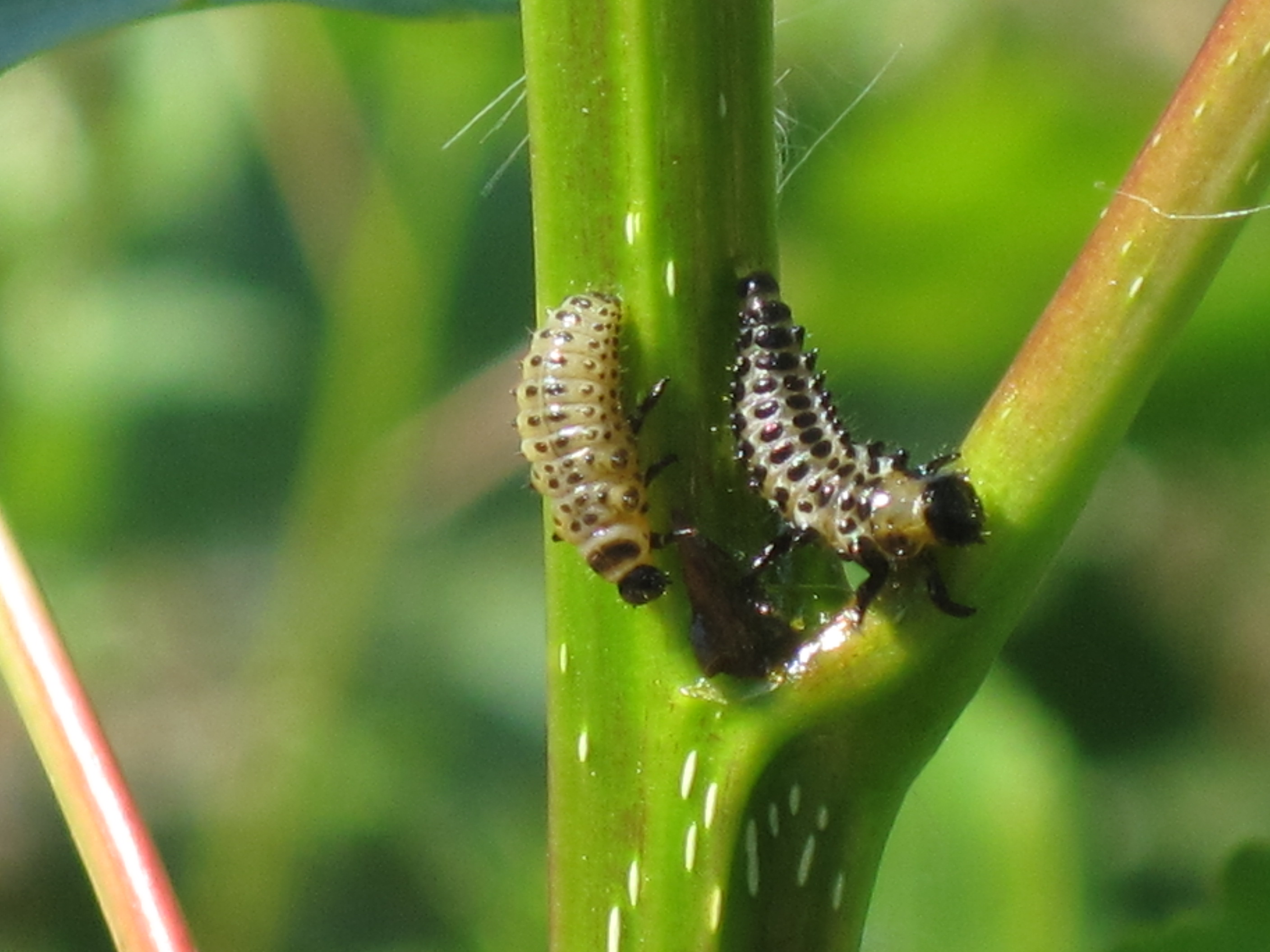
Larwy
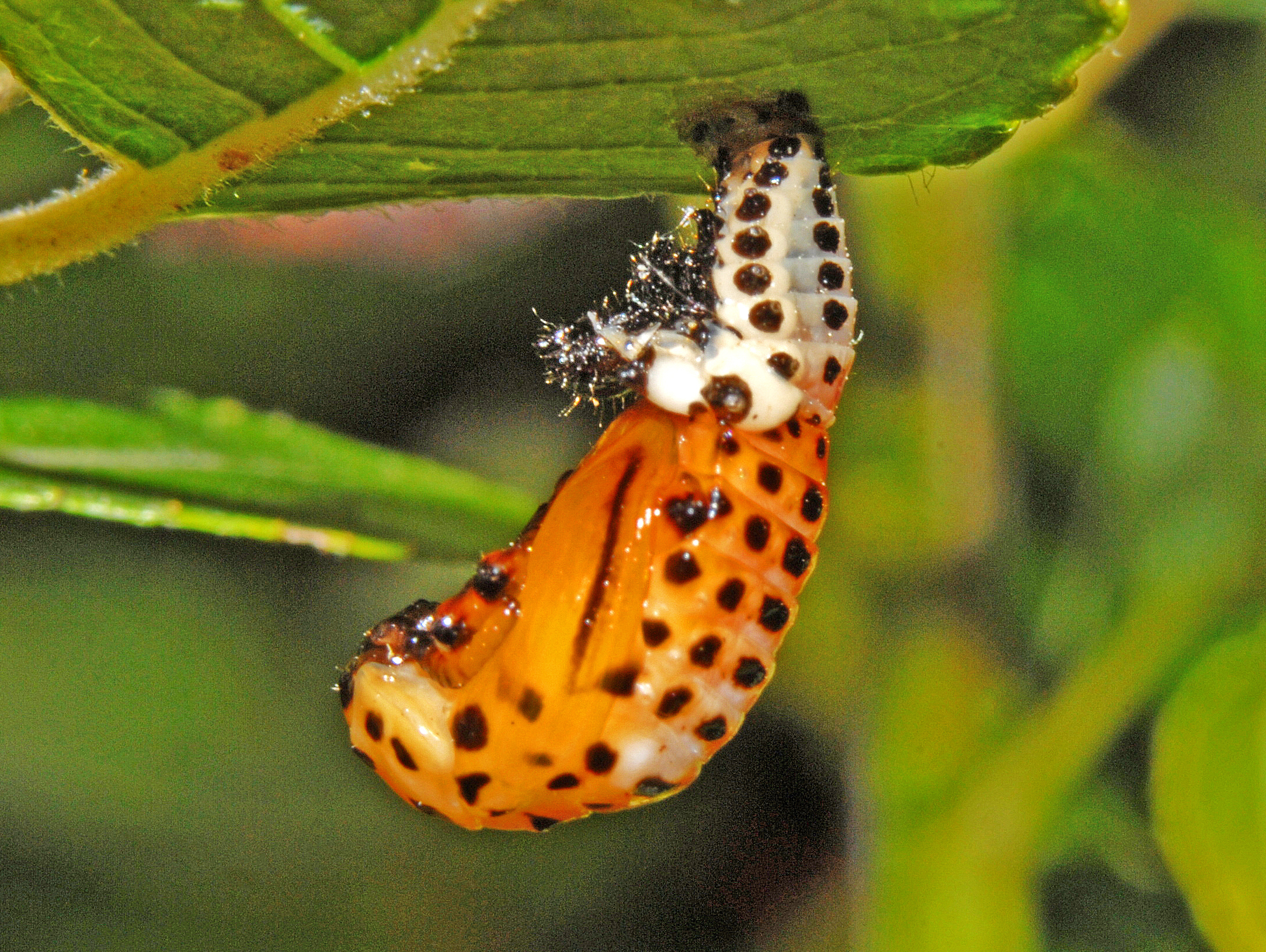
Poczwarka
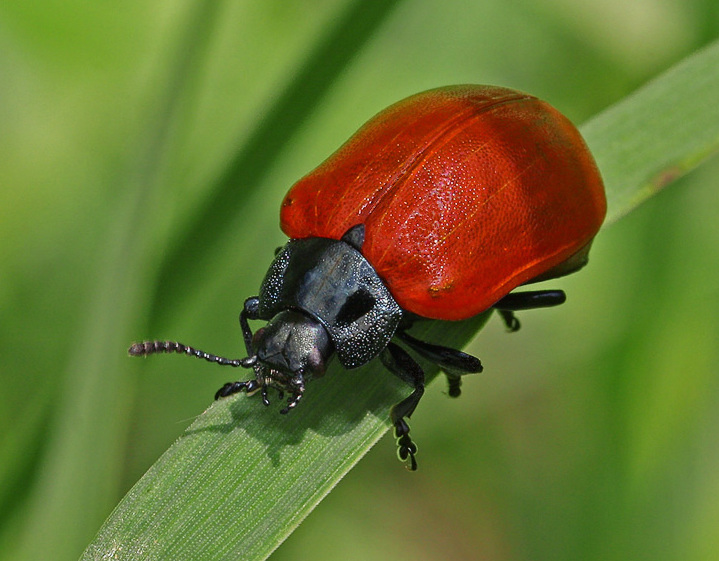
Owad dorosły